# Ładzin (województwo zachodniopomorskie)
Ładzin (niem. Rehberg/Ladin) – wieś w Polsce położona w województwie zachodniopomorskim, w powiecie kamieńskim, w gminie Wolin.

## Położenie
Wieś położona jest w centralnej części wyspy Wolin, przy powiatowej drodze, ok. 9 km na północny zachód od Wolina.

## Wiadomości ogólne
Wieś stanowiąca dobra kościelne o stosunkowo późnej metryce. Podmokły teren nie sprzyjał osadnictwu. W pobliżu wsi przebiegał w kierunku północ – południe jeden z głównych kanałów odwadniających tzw. Haupt-Abzug Kanal.
W Ładzinie znajduje się przystanek kolejowy leżący na linii kolejowej nr 401 Szczecin Dąbie – Świnoujście Port, przystanek PKS, warsztat samochodowy, lekarz, sklep spożywczy i poczta. We wsi ma siedzibę Ochotnicza Straż Pożarna.

## Historia
W miejscu dzisiejszej wsi w wieku IX-XI istniały trzy niewielkie osady. Pierwszy raz w źródłach pisanych Ładzin pojawia się w roku 1293 pod nazwą Laddin. Jest tam mowa o nadaniu klasztorowi cysterek w Wolinie. Do klasztoru wieś należała do połowy XVI wieku. Po sekularyzacji klasztorów na Pomorzu wieś stała się własnością księcia a w 1780 roku wyodrębniona z okręgu administracyjnego Wolina i poddana parcelacji.
W 1855 roku wybudowano we wsi kościół a w 1859 roku szkołę. W połowie XIX wieku wieś zamieszkiwało 347 mieszkańców. Była tu także leśniczówka, podlegająca leśnictwu w Warnowie.
W latach 1954–1972 wieś należała i była siedzibą władz gromady Ładzin. W latach 1975–1998 miejscowość położona była w województwie szczecińskim.

## Edukacja
Dzieci z Ładzina chodzą do społecznej  szkoły podstawowej w Ładzinie. 

## Zabytki

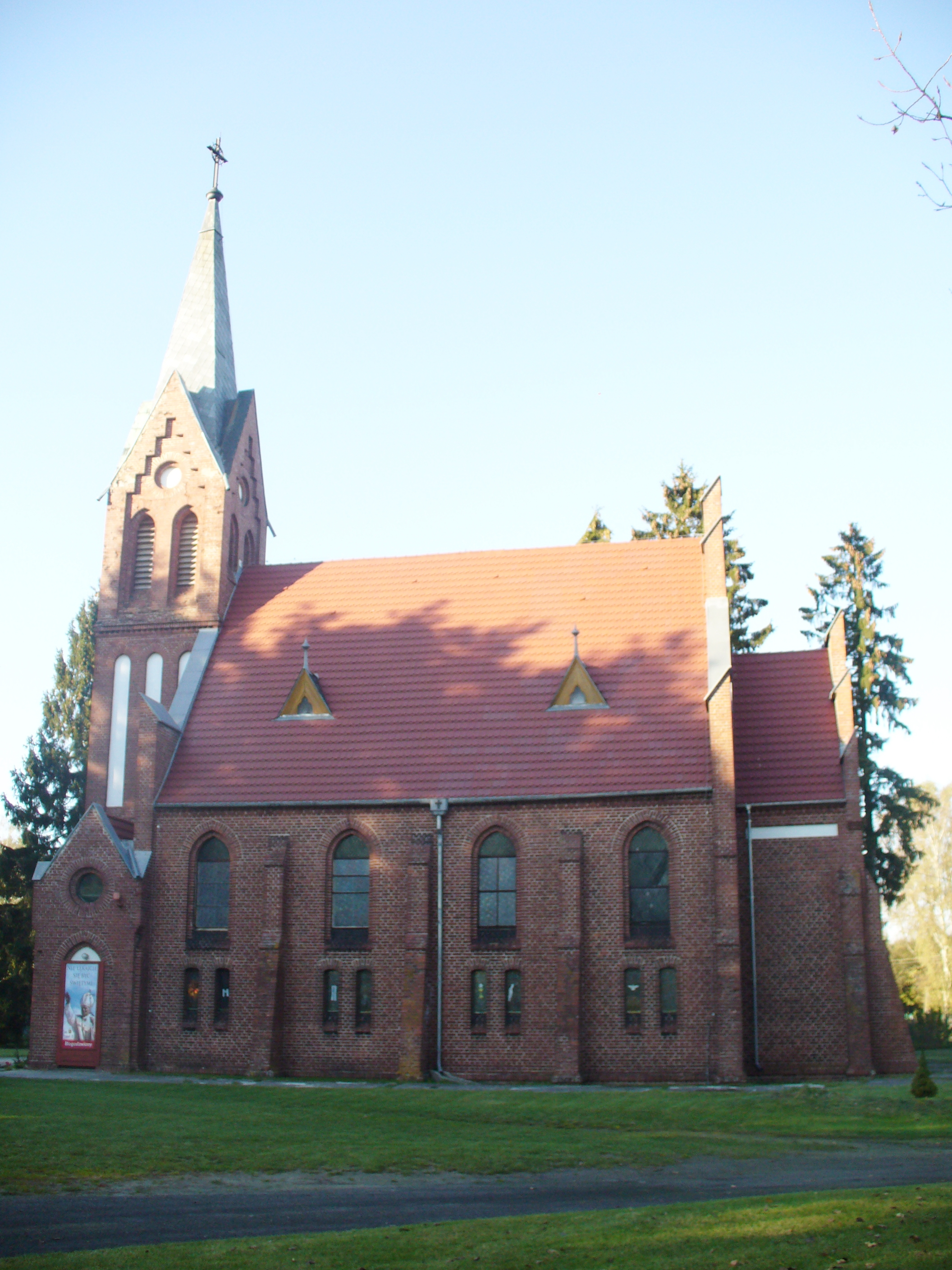
Kościół w Ładzinie

- Kościół neogotycki pw. Najświętszego Serca Pana Jezusa, zbudowany w 1855 roku w południowo-zachodniej części wsi. Wnętrze kościoła jednoprzestrzenne kryte drewnianą kolebą a prezbiterium sklepieniem krzyżowo-żebrowym.
- Cmentarz, pozostałość po cmentarzu założonym w I poł. XIX wieku na zachodnim krańcu wsi. Zachowane 150-letnie dęby szypułkowe i kamienne nagrobki z lat 1836–1920.
- Cmentarz założony w końcu XIX wieku w bezpośrednim sąsiedztwie cmentarza z połowy XIX wieku. Posiada symetryczny, kwaterowy układ.

- Wrota Wolina
- Karta informacyjna miejscowości